# 下河镇
下河镇，是中华人民共和国河北省保定市曲阳县下辖的一个乡镇级行政单位。

## 行政区划
下河镇下辖以下地区：
王坡子村、刘家马村、刘家岸村、何家马村、米家岗村、董家马村、李家马村、乔家马村、任家马村、棋盘村、康家庄村、宿家庄村、新赤岸村、占里村、袁村、驿头村、河北村、陈家町村、下河村、东铺上村、石桥头村、田家坎村、上河东村、朱家庄村和上河西村。